# Gnophomyia monophaea
Gnophomyia monophaea är en tvåvingeart som beskrevs av Alexander 1946. Gnophomyia monophaea ingår i släktet Gnophomyia och familjen småharkrankar. Inga underarter finns listade i Catalogue of Life.